# 岐阜県道171号美江寺西結線
岐阜県道171号美江寺西結線（ぎふけんどう171ごう みえじにしむすぶせん）とは、岐阜県瑞穂市から同県安八郡安八町に至る一般県道である。

## 概要
瑞穂市を南北に縦断して安八町北部に至る道路である。基本的には2車線道路だが、瑞穂市内の東海道本線高架下のみ1.5車線程度の狭い道となる。2015年現在、高架北部のみ若干改良され見通しは改善されている。また、瑞穂市と安八町の境界附近では輪中堤を越える。

### 路線データ
- 起点：岐阜県瑞穂市美江寺（美江寺宮前町交差点＝岐阜県道92号岐阜巣南大野線・岐阜県道156号曽井中島美江寺大垣線交点）
- 終点：岐阜県安八郡安八町東結（東結交差点＝岐阜県道31号岐阜垂井線交点）
  - 岐阜県法規集では、終点は安八町西結中組南となっている。

## 地理

### 通過する自治体
- 岐阜県
瑞穂市 - 安八郡安八町

### 交差する道路
- 岐阜県道92号岐阜巣南大野線（瑞穂市美江寺・美江寺宮前町交差点）
- 岐阜県道156号曽井中島美江寺大垣線（瑞穂市美江寺・美江寺宮前町交差点）
- 岐阜県道204号穂積巣南線（瑞穂市十九条・十九条交差点）
- 国道21号岐大バイパス（瑞穂市牛牧・下牛牧交差点）
- 岐阜県道172号牛牧墨俣線（瑞穂市牛牧）
- 岐阜県道31号岐阜垂井線（安八町東結・東結交差点）

### 沿線
- 樽見鉄道樽見線美江寺駅
- 瑞穂市牛牧北部防災コミュニティセンター
- 結神社